# Warczewiczella marginata
Warczewiczella marginata är en orkidéart som beskrevs av Heinrich Gustav Reichenbach. Warczewiczella marginata ingår i släktet Warczewiczella och familjen orkidéer. Inga underarter finns listade i Catalogue of Life.

## Bildgalleri

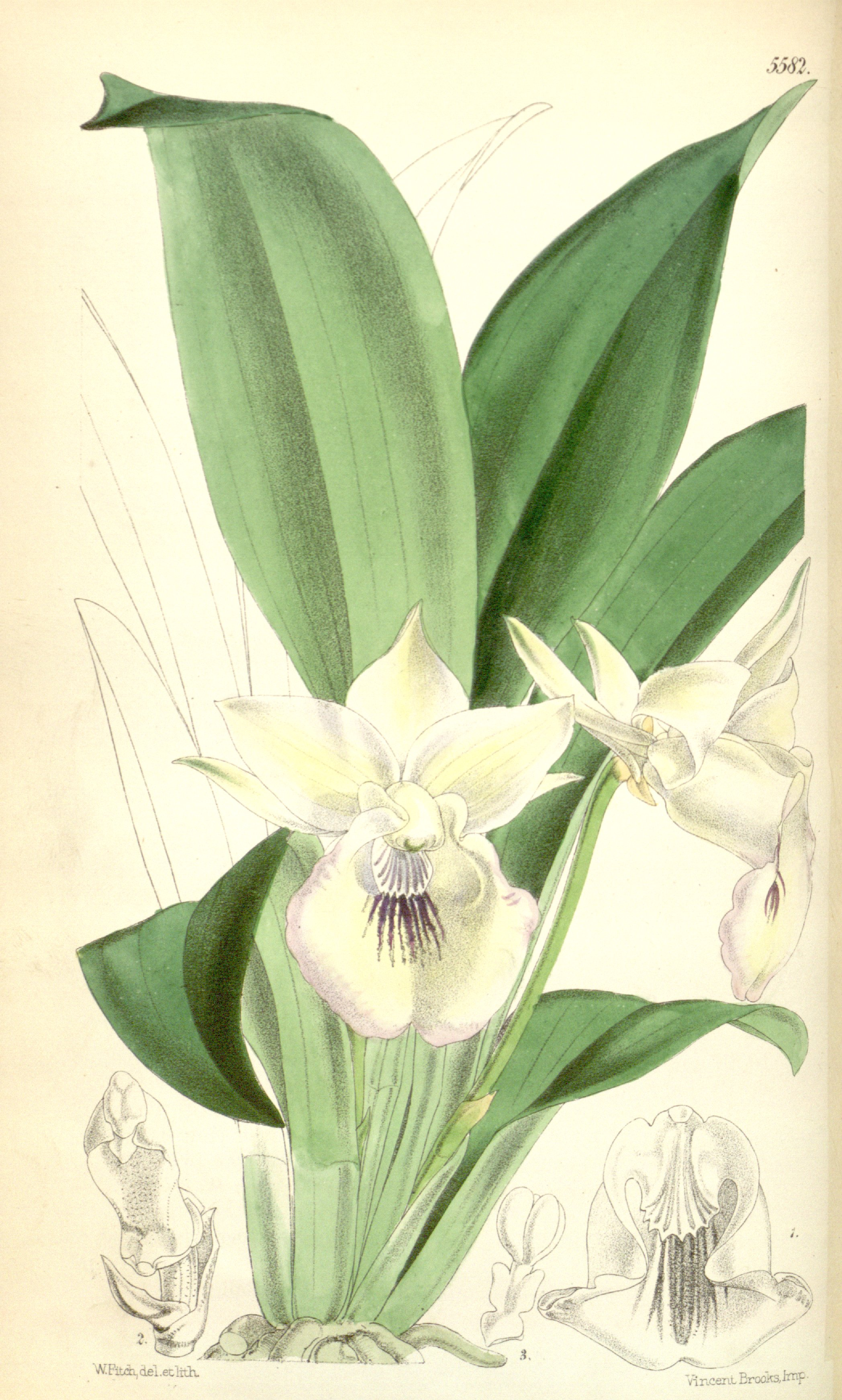
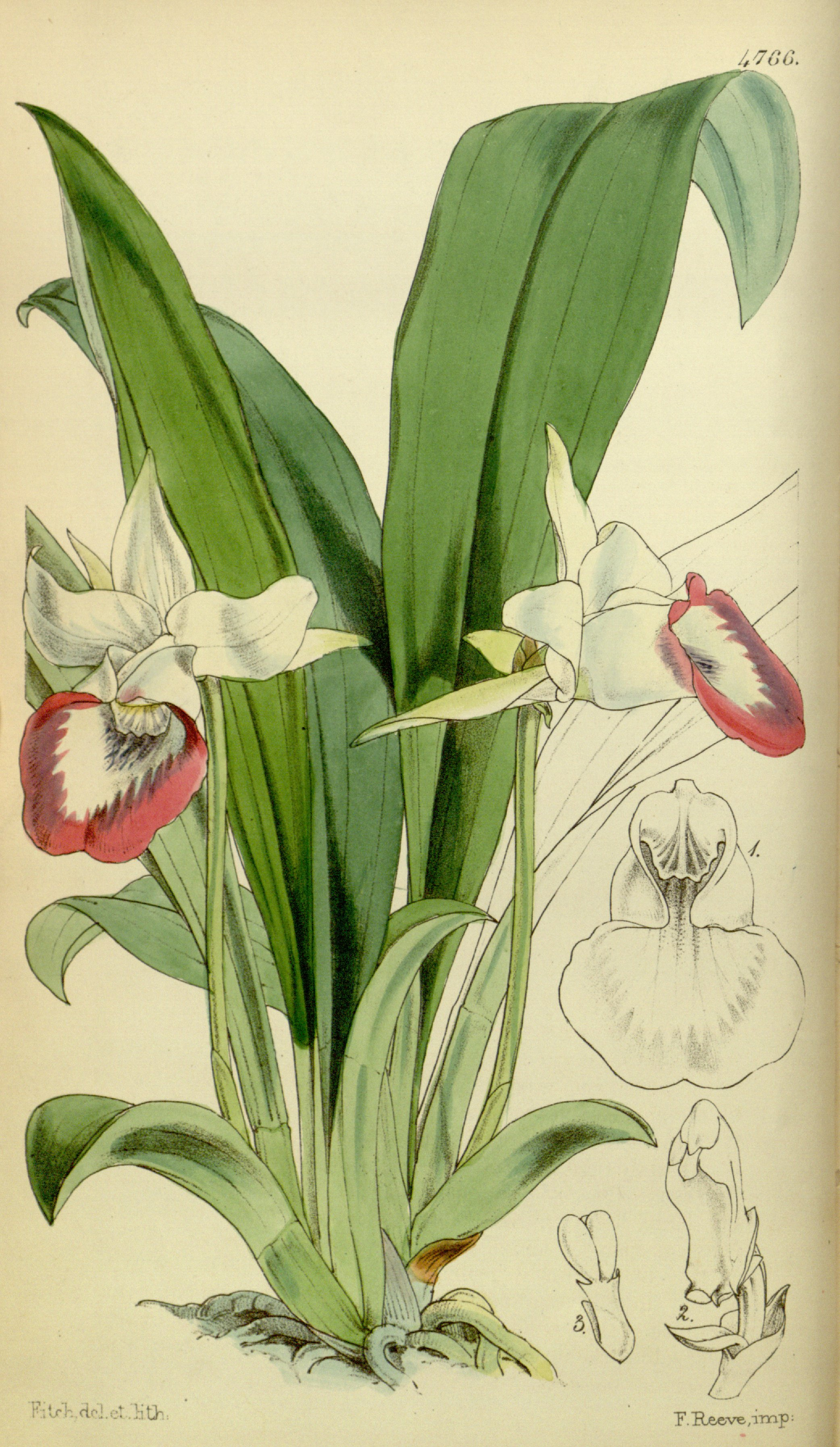
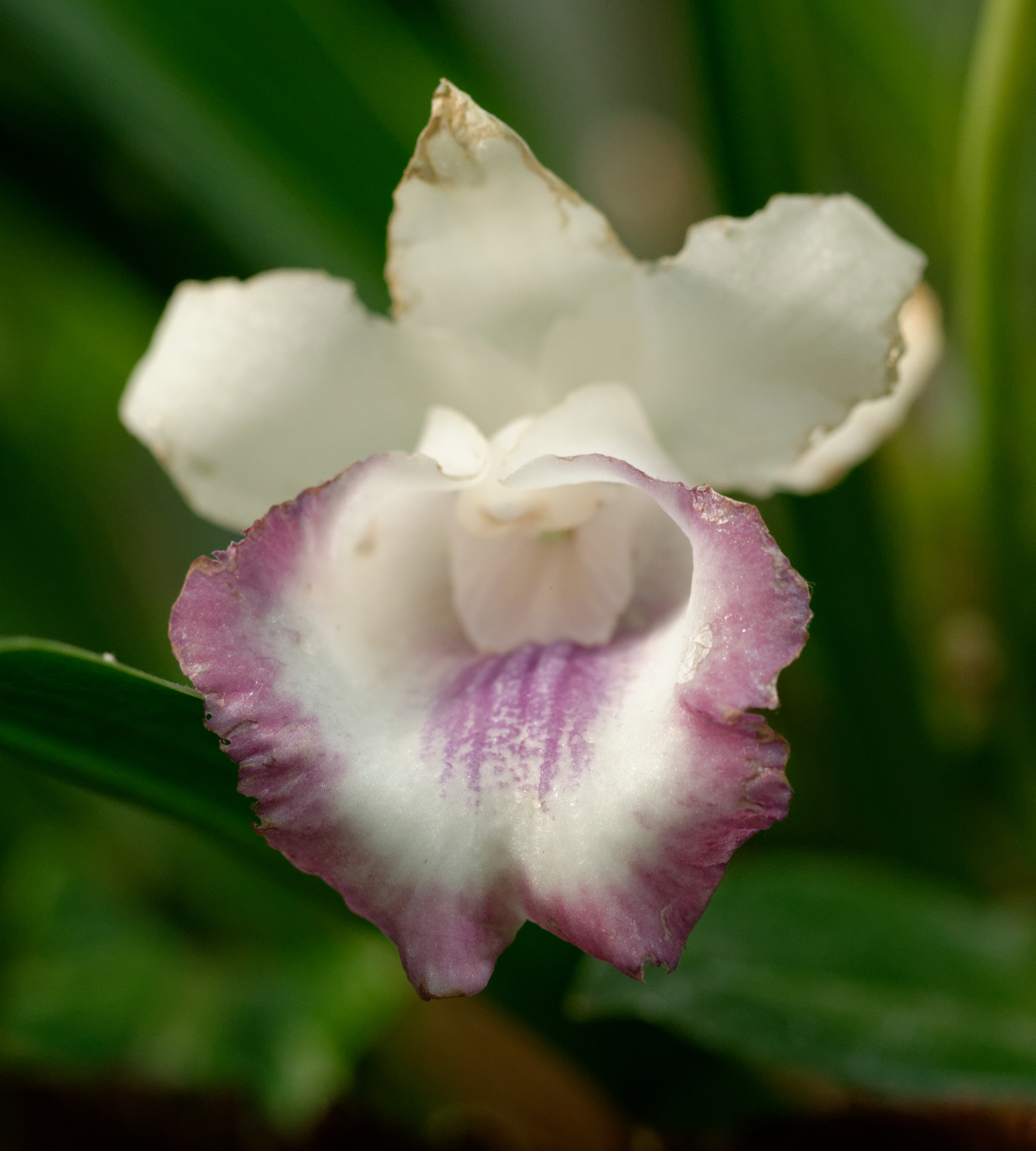